# Microchrysa congoensis
Microchrysa congoensis är en tvåvingeart som beskrevs av Lindner 1938. Microchrysa congoensis ingår i släktet Microchrysa och familjen vapenflugor. Inga underarter finns listade i Catalogue of Life.